# أمريكا الصغرى (قاعدة استكشافية)

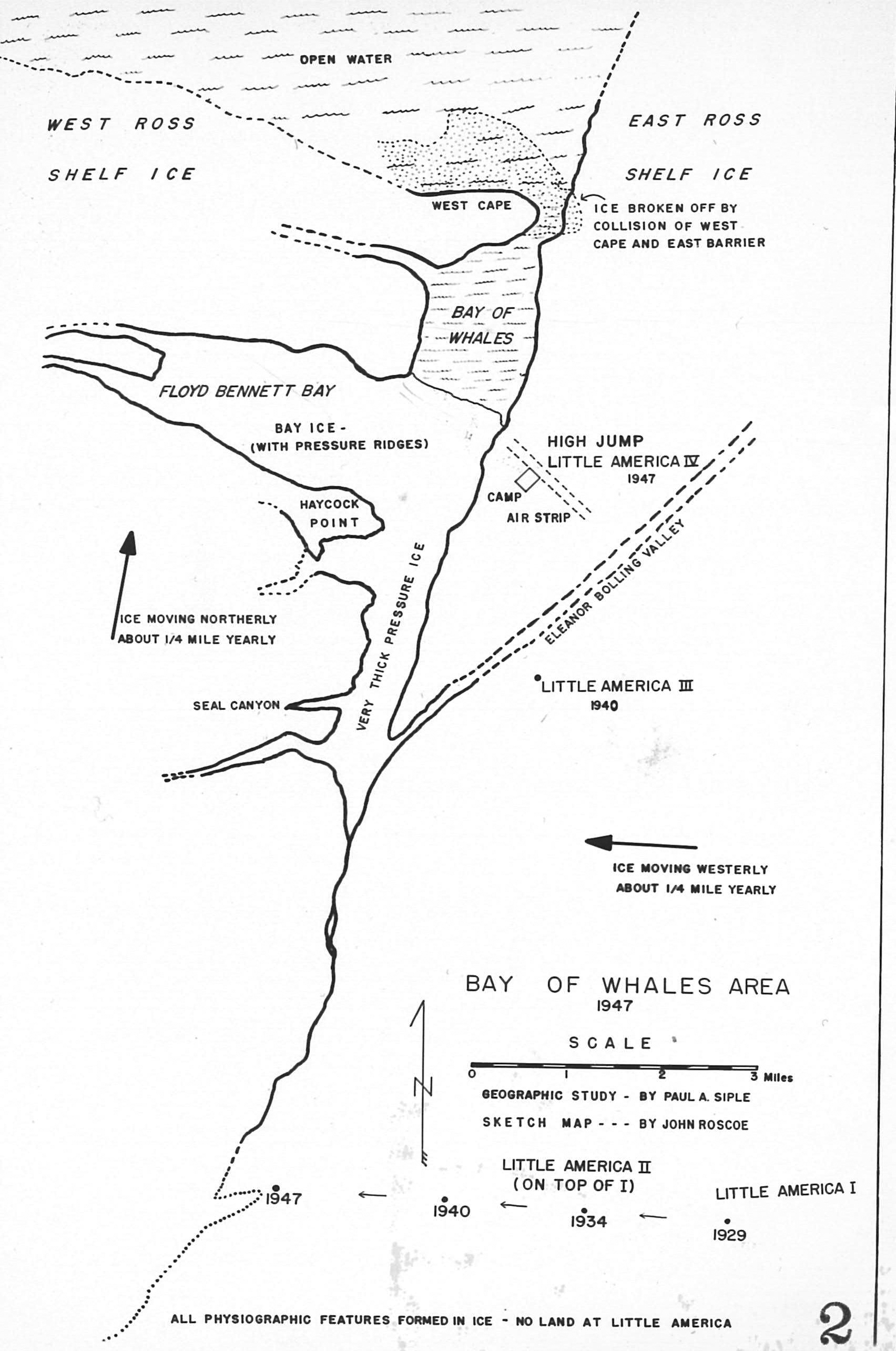
خريطة توضح مواقع القواعد الخمس

كانت أمريكا الصغيرة (بالإنجليزية: Little America) عبارة عن سلسلة من قواعد الاستكشاف في القارة القطبية الجنوبية من 1929 إلى 1958، وتقع على جرف روس الجليدي جنوب خليج الحيتان.
الإحداثيات تقريبية.

## أمريكا الصغيرة 1
تأسست أول قاعدة في السلسلة في يناير 1929 من قبل ريتشارد بيرد، وتم هجرها في عام 1930. في هذه القاعدة تم تصوير فيلم مع بيرد في القطب الجنوبي (1930)، الذي يدور حول أحداث رحلة بيرد إلى القطب الجنوبي.

## أمريكا الصغيرة 2
تأسست أمريكا الصغيرة 2 في عام 1934، على بعد حوالي 30 قدم (10 أمتار) فوق موقع القاعدة الأصلية، مع إمكانية الوصول إلى جزء من القاعدة الأصلية عبر نفق. تم وضع هذه القاعدة لفترة وجيزة في عام 1934، ولكن الجبل الجليدي اندمج مع النهر الجليدي الرئيسي.
خلال بعثة 1934-1935، تم إرسال العديد من رسائل التذكارات من أمريكا الصغيرة، وذلك باستخدام ختم بريد تذكاري صادر عن الحكومة الأمريكية. أجريت عمليات إلغاء الهدايا التذكارية بسبب ظروف بالغة الصعوبة.
أسست أمريكا الصغيرة أول بث إذاعي ناجح من القارة القطبية الجنوبية، حيث قامت ببث برامج منتظمة يمكن أن تلتقطها أجهزة الراديو المنزلية في الولايات المتحدة، على بعد أكثر من 11,000 ميل حول.
في رحلة لاحقة إلى القارة القطبية، لاحظت بعثة بيرد أن أبراج أمريكا الصغيرة لا تزال قائمة، بما في ذلك مصنع جاكوبس للرياح الذي تم تركيبه في عام 1933.

## أمركيا الصغيرة 3

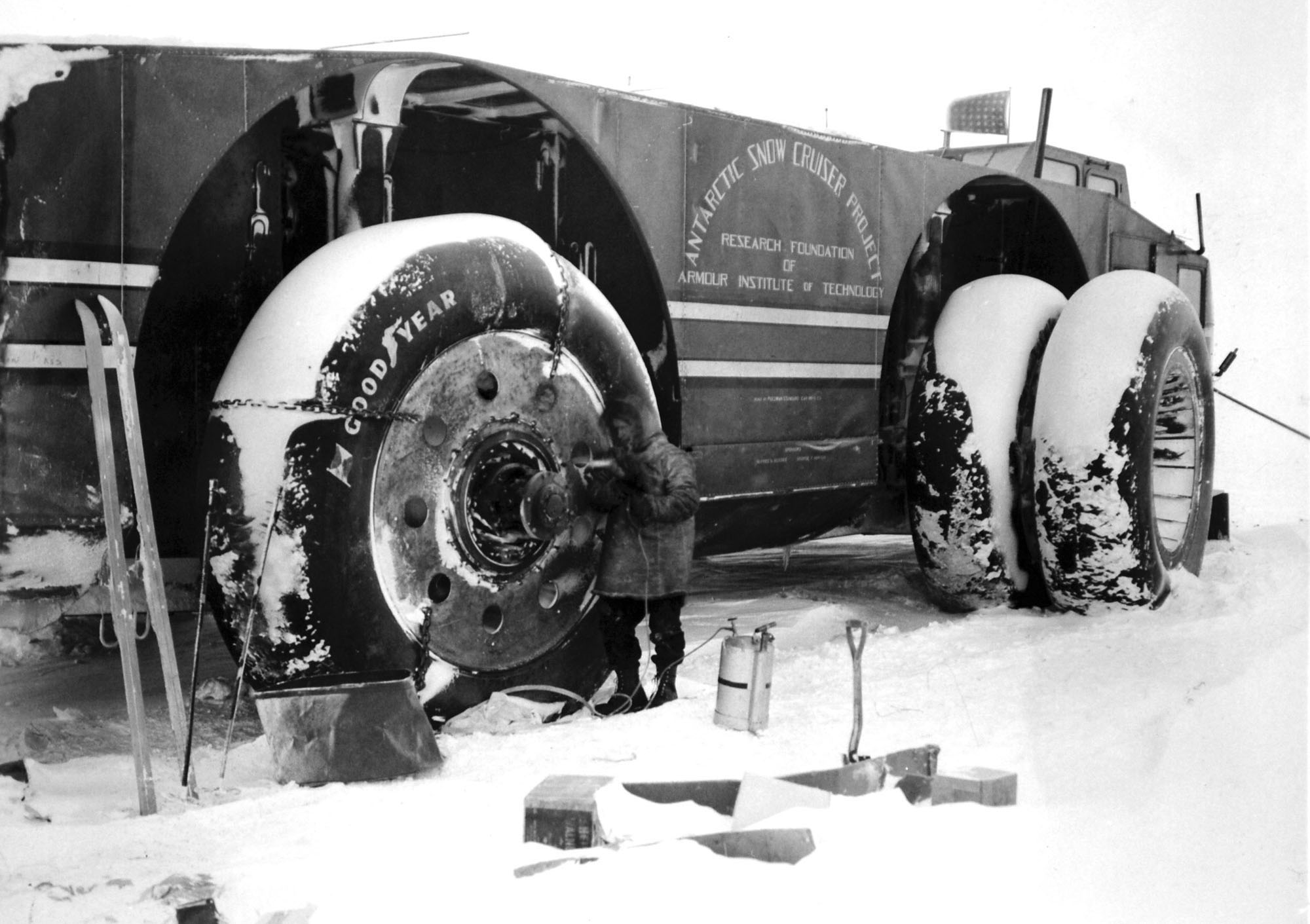
مشغل الراديو، الرقيب فيليكس فيرنانتو مُستخدمًا شُعلة لتذويب الثلك عن أنتاركتيكا سنو كروزر (23 أغسطس 1940)

تأسست أمريكا الصغيرة 3 لموسم 1940-1941 على بعد 6 أميال (10 كم) إلى الشمال.
في عام 1940 تم جلب سيارة استكشاف ضخمة استثنائية، أنتاركتيكا سنو كروزر، إلى أمريكا الصغيرة 3. لسوء الحظ تم اكتشاف عدد من نقاط الضعف في التصميم والتقنية في السيارة، وكانت قليلاً ما تُستخدم. هُجرت لاحقلً ودُفنت في الثلج. كان آخر مرة تم العثور عليها في عام 1958 ولكن فُقدت مرة أخرى، إما تحت الثلوج أو تحت مياه المحيط الجنوبي.
تم نقل موقع أمريكا الصغيرة 3 إلى البحر في عام 1963.

## أمركيا الصغيرة 4
تأسست أمريكا الصغيرة 4 في 1946-1947 كمعسكر رئيسي لعملية الوثب العالي.

## أمركيا الصغيرة 5
تأسست أمريكا الصغيرة 5 في 3 يناير 1956 في خليج كانين، على بعد 30 ميلاً إلى الشرق من أمريكا الصغيرة 4 ، كجزء من عملية العمق المتجمد. عملت أمريكا الصغيرة 5 كقاعدة أمريكية في برنامج القطب الجنوبي في السنة الجيوفيزيائية الدولية، من 1 يوليو 1957 إلى 31 ديسمبر 1958. تم إنشاء القاعدة بواسطة كتيبة البناء البحرية للولايات المتحدة الأمريكية في فترة الثلاثة أشهر قبل أن يجعل فصل الشتاء البناء في القطب الجنوبي أمراً شبه مستحيل. تم بناء كل القاعدة تحت خط الثلج في الجليد، مع أماكن معيشة فردية، وغرفة للمولدات، وكافيتريا، ومع سلالم تقود إلى نهاية واحدة للمركبات الموصولة. هذا النوع من البناء يعني أن أيا من أولئك الذين بقوا في أمريكا الصغيرة 5 اضطروا إلى الخروج في فصل الشتاء القاسي عند الانتقال من قسم إلى آخر من مدينة القارة القطبية.